# Cécile Lowenthal-Hensel
Cécile Lowenthal-Hensel (geboren am 3. Oktober 1923 als Cécile Hensel in Erlangen, gestorben am 21. Januar 2012 in Potsdam) war eine deutsche Historikerin. Ihr Forschungsinteresse galt der Familie Mendelssohn, deren Nachkommin sie war. Sie war die Gründerin und langjährige Vorsitzende der Mendelssohn-Gesellschaft.

## Leben

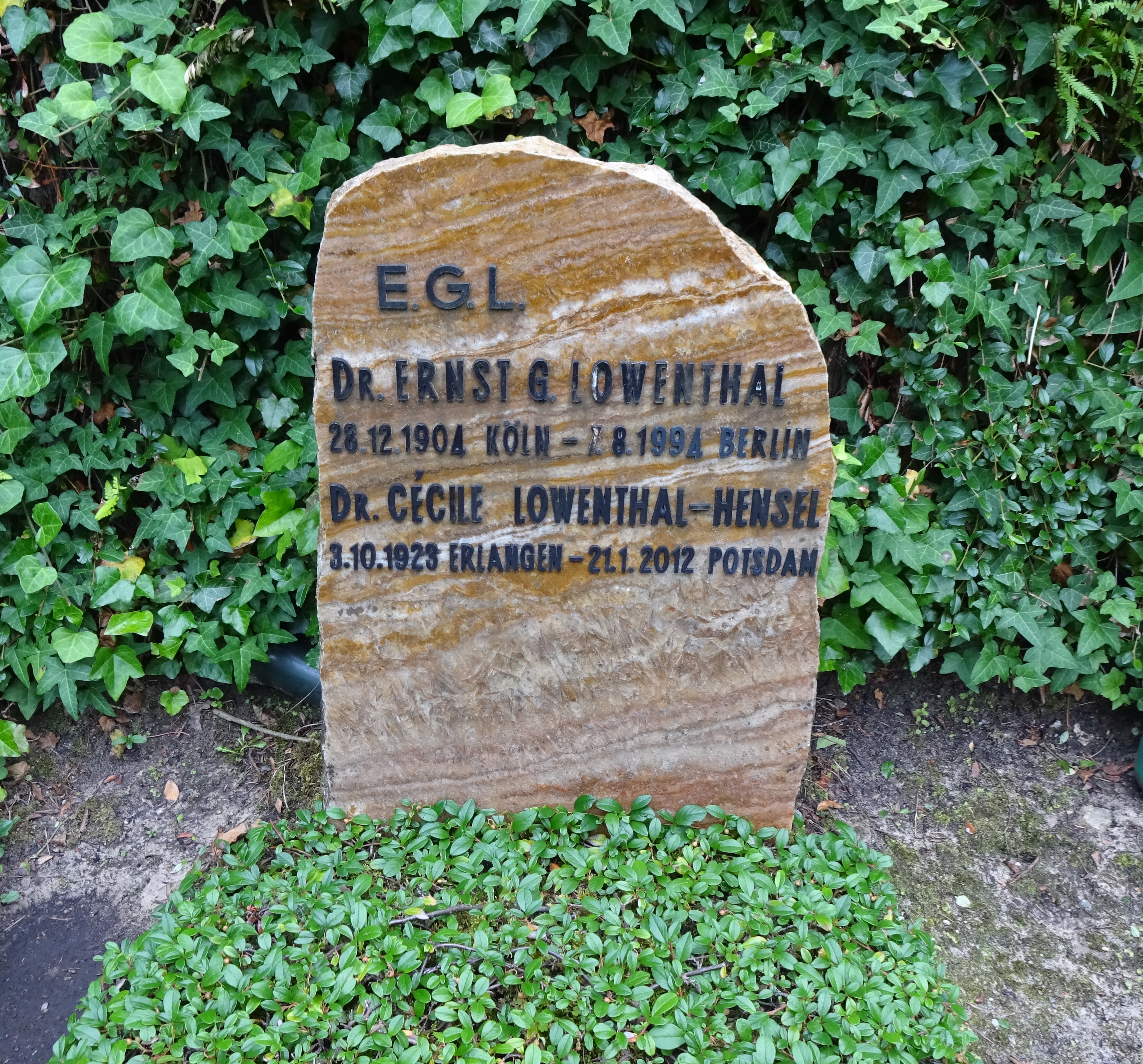
Grabstein für Cécile Lowenthal-Hensel & Ernst G. Lowenthal auf dem Friedhof Heerstraße

Cécile Lowenthal-Hensel war die jüngste Tochter des Philosophen Paul Hensel und eine Nichte von Lili du Bois-Reymond (geb. Hensel). Sie war eine Urenkelin der Komponistin Fanny Hensel, die eine Enkelin des Philosophen Moses Mendelssohn und Schwester des Komponisten Felix Mendelssohn Bartholdy war. In der Tradition der Familie Mendelssohn Bartholdy, die sich 1816 hatte taufen lassen, und ihres Urgroßvaters Wilhelm Hensel, der aus einer Pastorenfamilie stammte, wurde Lowenthal-Hensel protestantisch erzogen. Sie besuchte das humanistische Gymnasium in Erlangen. Aufgrund ihrer jüdischen Abstammung wurde sie dort schikaniert und musste schließlich am 9. November 1938 die Schule verlassen. Es gelang ihr, sich einen gefälschten Ausweis zu beschaffen und als Gasthörerin Universitätskurse zu besuchen. Erst nach dem Zweiten Weltkrieg konnte sie Geschichte, Kunstgeschichte und Anglistik studieren. 1949 wurde sie für ihre Arbeit „Wandlungen des historischen Wallenstein-Bildes in der deutschen Fachliteratur“ promoviert. Nach ihrem Studium arbeitete sie als Journalistin und für die Öffentlichkeitsarbeit in Schweizer Unternehmen.
1964 verhandelte Hensel im Namen der Familie Mendelssohn mit der Stiftung Preußischer Kulturbesitz, die den Nachlass Hugo von Mendelssohn Bartholdys, eines Urenkels Felix Mendelssohn Bartholdys, erworben hatte. Der Nachlass bildete schließlich die Grundlage für das Mendelssohn-Archiv der Staatsbibliothek zu Berlin. Die Stiftung Preußischer Kulturbesitz stellte Lowenthal-Hensel als wissenschaftliche Mitarbeiterin im Geheimen Staatsarchiv Preußischer Kulturbesitz ein. So zog sie 1965 nach Berlin. Für das Archiv konzipierte sie Ausstellungen und verfasste zahlreiche Ausstellungskataloge. Bis 1980 arbeitete sie im Geheimen Staatsarchiv, zuletzt als Wissenschaftliche Oberrätin. 1967 gründete Cécile Lowenthal-Hensel die Mendelssohn-Gesellschaft, die sich zum Ziel setzte, auch das Leben und Umfeld der weniger berühmten Mitglieder der Familie Mendelssohn zu erforschen. Die 1972 begründete Zeitschrift Mendelssohn-Studien steht in der Tradition der Chronik Die Familie Mendelssohn, die Lowenthal-Hensels Großvater Sebastian Hensel begonnen hatte. Lowenthal-Hensel war von der Gründung bis 1989 Vorsitzende der Mendelssohn-Gesellschaft.
1968 heiratete sie den Historiker Ernst G. Lowenthal (1904–1994) , der 1939 vor der nationalsozialistischen Verfolgung nach England geflohen und 1946 nach Deutschland zurückgekehrt war. Um diese Zeit erwog sie, zum Judentum zu konvertieren, entschied sich jedoch dagegen. Das Paar hatte keine Kinder. Lowenthal-Hensel betrachtete jedoch die Zwillingssöhne ihres engen Freundes Hendrik Kübler, deren Patentante sie war, als ihre eigenen Kinder. Sie vermachte Hendrik Kübler zahlreiche Erbstücke der Familie Mendelssohn, die er seitdem für Ausstellungen zur Verfügung stellt.
Im Jahr 2000 erhielt sie als erste Preisträgerin den Max-Herrmann-Preis für ihre Verdienste um die Mendelssohn-Gesellschaft und das Mendelssohn-Archiv.
Cécile Lowenthal-Hensel starb im Januar 2012 im Alter von 88 Jahren in Potsdam. Die Trauerfeier fand am 2. Februar 2012 in der Friedenskirche des Parks von Schloss Sanssouci in Potsdam statt. Beigesetzt wurde sie neben ihrem 1994 verstorbenen Ehemann auf dem landeseigenen Friedhof Heerstraße in Berlin-Westend (Grablage: 18-E-36).

## Schriften
- Mendelssohn-Studien. 1972–2007 (Schriftenreihe, herausgegeben gemeinsam mit Rudolf Elvers, Hans-Günter Klein und Christoph Schulte).
- Pommern 1934/35 im Spiegel von Gestapo-Lageberichten und Sachakten (= Veröffentlichungen aus den Archiven Preußischer Kulturbesitz. Band 11–12). G. Grote, Köln 1974 (mit Robert Thévoz und Hans Branig).
- Neue Forschungen zur Brandenburg-Preußischen Geschichte. Band 1 (= Veröffentlichungen aus den Archiven Preußischer Kulturbesitz. Band 14). Böhlau Verlag Köln, Weimar, Wien 1979, ISBN 3-412-05179-9 (herausgegeben gemeinsam mit Friedrich Benninghoven).
- 50 Jahre Bistum Berlin. Menschen und Ereignisse 1930–1945. Morus-Verlag, Berlin 1980, ISBN 978-3-87554-192-2.
- Europa im Porträt. Zeichnungen von Wilhelm Hensel 1794–1861. Gebrüder Mann, Berlin 2005, ISBN 978-3-7861-1994-4 (mit Sigrid von Strachwitz).

Ausstellungskataloge
- Bismarck in der Karikatur. 1968.
- Der unbekannte deutsche Staat. Der Norddeutsche Bund 1867–71. 1970.
- Hardenberg und seine Zeit. Zum 150. Todestag des preußischen Staatskanzlers am 26. Nov. 1972. 1972.
- Kronprinzenprozess und Katte-Urteil. Zum 275. Geburtstag Hans Hermann v. Kattes am 28.2.1979. 1979.
- Preußische Bildnisse des 19. Jahrhunderts. Zeichnungen von Wilhelm Hensel. 1981.
- Otto Braun. 1872–1955. 1984 (mit Iselin Gundermann).
- Moses Mendelssohn. Leben – Werk – Aspekte seines Nachwirkens. 1986 (mit Hans-Günter Klein).
- 19th Century Society Portraits. 1986 (mit Wilhelm Hensel).
- Wilhelm Hensel. 1794–1861. Porträtist und Maler. Werke und Dokumente. 1994.